# Вив Соломон-Отабор
Вив Соломон-Отабор е английски футболист от нигерийски произход.

## Биография
Започва да тренира футбол в Хемптън & Ричмънд Боро Англия, след което е част от академията на Кристъл Палас Англия. През 2012 преминава в школата на Бирмингъм Сити Англия. Играе като дясно крило, но може да играе и като ляво крило. През февруари 2014 е даден под наем на Оксфорд Сити Англия като играе в младежкия отбор записвайки 12 мача. След завръщането си от наема подписва първи договор с Бирмингам Сити Англия през юни 2014. Играе за тима и печели Бирмингам Сеньор Къп през 2014. Дебют за тима прави като резерва в мача с Джилингам Англия на 25 август 2015 при победата с 2:0. Дебют за първенство регистрира на 15 септември 2015 в мач срещу Нотингам Форест Англия отново като резерва. Първи гол бележи на 7 ноември 2015 при победата с 5:2 над Фулъм Англия. Избран е за млад играч на отбора за сезон 2015/16. На 31 януари 2017 е даден под наем на Болтън Уондърърс Англия, но не успява да се наложи и след едва четира мача се завръща в края на сезона в Бирмингам Сити Англия. В края на юли 2017 поема отново под наем в Блекпул Англия, където играе до януари 2018, като след като играе много добре наемът е продължен до края на сезона през лятото на 2018. Записва общо 44 мача и 5 гола за тима. Започва сезон 2018/19 като резерва в тима на Бирмингам Сити Англия като играе в няколко мача, но на 31 януари 2019 преминава под наем в тима на Портсмут Англия, където остава до края на сезона през лятото на 2019 след 7 мача и един гол. На 8 юли 2019 подписва с ЦСКА.
Заради нигерийските корени на семейството си е поканен да се присъедини към подготвителния лагер на олимпийския отбор по футбол на Нигерия за Африканските игри през 2015, но не попада в тима за турнира.